# Peter Rau
Peter Rau (* 3. Juni 1940 in Itzehoe) ist ein deutscher Bibliothekar und Altphilologe.

## Leben
Rau studierte von 1960 bis 1966 Klassische Philologie und Philosophie an den Universitäten Hamburg und Kiel. 1966 wurde er in Kiel promoviert mit einer Arbeit über den griechischen Komödiendichter Aristophanes. 1966–1968 war er wissenschaftlicher Assistent. 1968 trat er in den Bibliotheksdienst ein. Von 1968 bis 2005 war er im Bibliotheksdienst, 1975–2005 als Direktor der Bibliothek der Fernuniversität Hagen, des Hochschulbibliothekszentrums des Landes Nordrhein-Westfalen in Köln, der Universitäts- und Landesbibliothek Bonn und zuletzt als Professor und Direktor der Staats- und Universitätsbibliothek Hamburg. Neben und nach seinem Bibliotheksamt publizierte er philologische Arbeiten, insbesondere auch Übersetzungen. Wichtigstes Werk sind seine zweisprachigen Ausgaben/Übersetzungen sämtlicher Komödien der griechisch-römischen Antike in insgesamt 14 Bänden 2007–2017 in der Reihe Edition Antike der Wissenschaftlichen Buchgesellschaft Darmstadt. Für die 6-bändige Ausgabe des Plautus und die 2-bändige Ausgabe des Terenz erhielt er 2013 den Akademiepreis der Bayerischen Akademie der Wissenschaften.

## Philologische Schriften (u.a.)
- Paratragodia – Untersuchung einer komischen Form des Aristophanes. München: Beck, 1967  [zuvor Diss. Kiel 1966].
- Plautus: Miles Gloriosus, Der glorreiche Hauptmann. Lat. u. deutsch, übers. u. hrsg. von Peter Rau. Stuttgart: Reclam, 1984 [u. ö.]
- W. M. Thackeray: Die Rose und der Ring [The Rose and the Ring], Aus d. Engl. übers. von Peter Rau, Nachw. von B. Scheller. Leipzig: Dieterich 1990.
- Kommunikative und ästhetische Funktionen des antiken Buches. In: Medienwissenschaft, Handbuch der Medien- und Kommunikationswissenschaft, hrsg. von J.-F. Leonhard u. a., 1. Teilbd., Berlin, New York 1999, S. 526–538.
- Plautus: Komödien. Lat. u. deutsch, hrsg., übers. u. komm. von Peter Rau, Bd. 1–6. Darmstadt: Wiss. Buchgesellsch., 2007–2009.
- Terenz: Komödien. Lat. u. deutsch, hrsg., übers. u. komm. von Peter Rau, Bd. 1–2. Darmstadt: Wiss. Buchgesellsch., 2012.
- Menander: Komödien. Griech. u. deutsch, hrsg., übers. u. komm. von Peter Rau, Bd. 1–2. Darmstadt: Wiss. Buchgesellsch., 2013–2014.
- Aristophanes: Komödien. Griech. u. deutsch, hrsg., übers. u. komm. von Peter Rau, Bd. 1–4. Darmstadt: Wiss. Buchgesellsch., 2016–2017.
- John Milton: Das Paradies verloren. Paradise lost. Übers. von Peter Rau. Norderstedt: BoD, 2024.

## Nachweise
- Jahrbuch der Deutschen Bibliotheken, Bd. 60, 2003/2004.
- Kürschners Deutscher Gelehrtenkalender 2017.
- ISBN  978-3-7583-2131-3